# Žibřidice
Žibřidice (německy Seifersdorf) jsou částí obce Křižany v okrese Liberec v Libereckém kraji. Leží asi patnáct kilometrů západně od Liberce.

## Historie
První písemná zmínka o vesnici pochází z roku 1352.

## Doprava
- linka 540350 Český Dub – Osečná – Křižany – Žibřidice – Zdislava
- linka 500130 Stráž pod Ralskem – Rynoltice – Jablonné v Podještědí

## Služby
- Základní škola
- Knihovna
- Mateřská škola
- Komunita Sv. Zdislavy – léčba drogově i jinak závislých
- Fotbalový klub Státní statek Žibřidice

## Pamětihodnosti
- Kostel svatého Šimona a Judy z roku 1672
- Fara z roku 1690
- Vrcholové partie kopce Stříbrník jižně od vesnice jsou chráněny jako přírodní památka Stříbrník.